# Bahía Chaunskaya
La bahía Cháunskaya o de Chaun (en ruso: Чаунская губа) es una bahía del Ártico que se abre al mar de Siberia Oriental, localizada en la zona nororiental de Siberia.
Administrativamente, pertenece al distrito Cháunski del Distrito autónomo de Chukotka, integrante de la Federación de Rusia. 

## Geografía

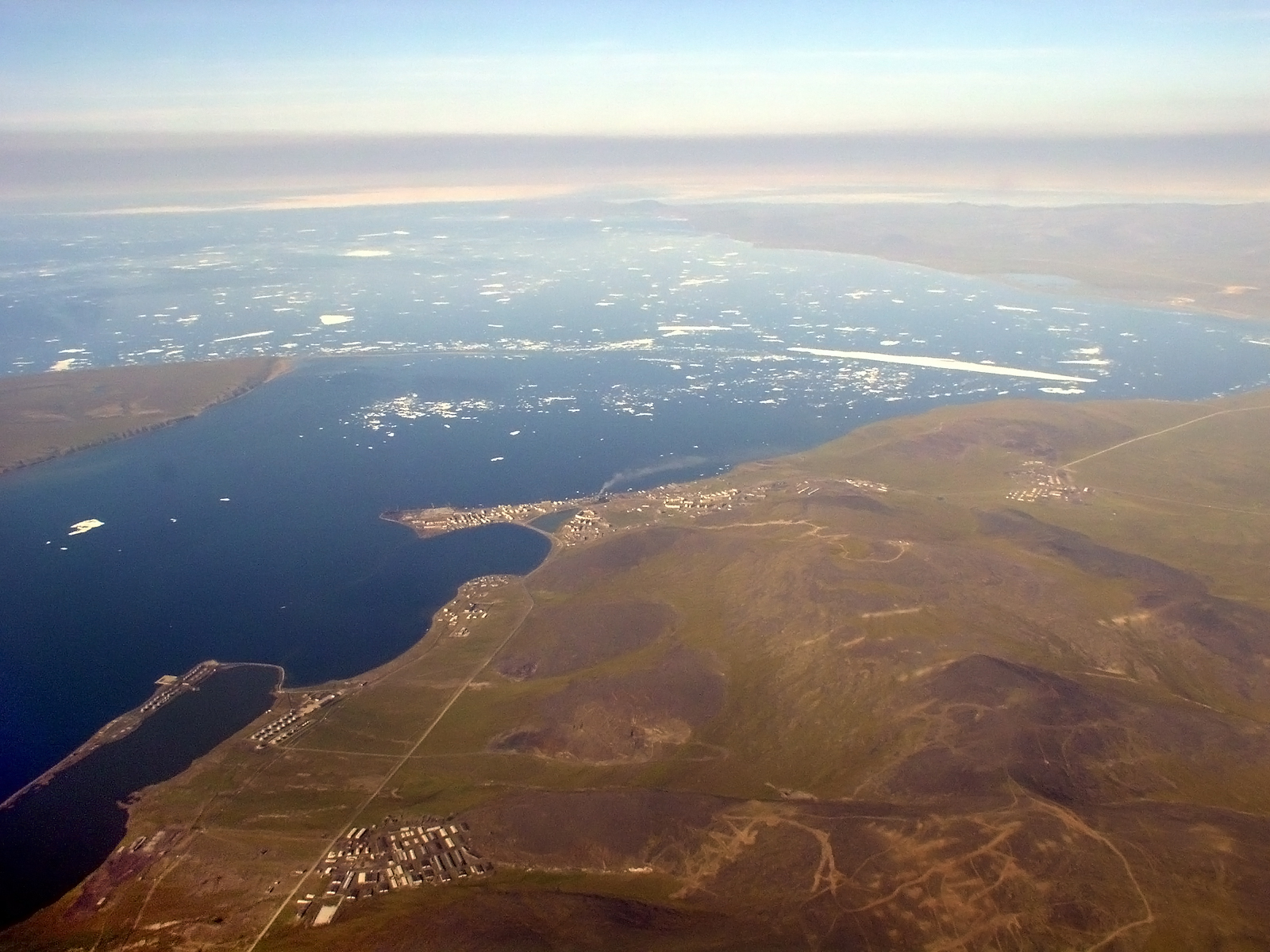
Vista aérea de la bahía, con el puerto de Pevek en primer término

La bahía se abre hacia el norte y tiene 140 km de longitud y su anchura máxima es de 110 km. Su boca está definida por el cabo Shelagski, en el este, y una parte no nombrada de la isla Ayón, en el oeste. La bahía se estrangula al inicio en la parte en que la península Pevek se aproxima a la isla Ayón, donde están las dos pequeñas islas Routan. Las islas definen tres canales que comunican la bahía con el mar abierto: el Pequeño Cháunski, en el lado oeste, limitado por el continente y la costa suroccidental de la isla Ayón, un estrecho de apenas 2 km de anchura; el Medio Cháunski, entre la isla Ayón y Gran Routan; y Pevek, entre la costa oriental de la isla Gran Routan y el continente. la costa oriental es más accidentada y alta, mientras que la occidental es muy baja.
Debido a su ubicación tan al norte, las aguas de la bahía Cháunskaya están cubiertas por el hielo la mayor parte del año.
Esta bahía es el centro de una de las zonas de tierras bajas más grande de Chukotka. Varios ríos desembocan en la esquina sureste: el Chaun (278 km), el Ichuveyem (154 km),  el Palyavaam (416 km), el Lelyuveyem  y el Pucheveyem.
El puerto de Pevek (4.368 hab. en 2008), un importante puerto de la Ruta del Mar del Norte,  está en la orilla oriental, protegido por las islas Routan y cuenta con un pequeño aeropuerto. Hay un área natural protegida (zakáznik) en la parte sureste de la bahía.
El lago Elgygytgyn está localizado a unos 160 kilómetros al sureste y la pequeña ciudad de Bilíbino (5.640 hab. en 2008) a unos 160 km al suroeste.

## Historia
El primer ruso en llegar a la zona fue probablemente Mijaíl Stadujin en 1649. 